# منحنى الإجهاد والانفعال

منحني الاجهاد والانفعال، تظهر فيه منطقة الخضوع (yield stress)، و أقصى قوة شد (Ultimate tensile strength،UTS)، ومنطقة الكسر (fracture)

منحنى الإجهاد والانفعال (بالإنجليزية: Stress-Strain Curve)‏ هو منحني يوضح العلاقة بين الإجهاد والانفعال التي تظهرها المواد المختلفة. لكل مادة منحني خاص بها، ويتم ايجاد هذا المنحنى عن طريق إجراء اختبار شد أو اختبار ضغط لعينة من المادة وتسجيل مقدار التشوه فيها لفترات زمنية معينه. وتكشف هذه المنحنيات العديد من خصائص المواد (بما في ذلك البيانات لتحديد معامل المرونة ;E).
تختلف منحنيات الإجهاد والانفعال للمواد المختلفة على نطاق واسع، واختبارات الشد المختلفة التي اجريت على نفس العينة اعطت نتائجًا مختلفة أيضًا، اعتمادا على درجة الحرارة وسرعة تسليط الحمل. لكن مع ذلك يمكن تمييز بعض الخصائص المشتركة بين مجموعات مختلفة من المواد، وعلى هذا الأساس يمكن تقسيم المواد إلى نوعين رئيسيين: المواد المطيلية والمواد الهشة.
افرض وجود شريط معدني بمساحة (A) يتعرض إلى قوتين متساويتين ومتعاكستين (F) تسحبان نهايتي المعدن فيكون تحت تأثير قوى الشد. تعاني المادة في هذه الحالة إجهادا يعرّف على أنه نسبة القوة إلى مساحة المقطع العرضي للمعدن.
{\displaystyle \mathrm {stress} ={\tfrac {F}{A}}}
يدعى هذا الإجهاد بإجهاد الشد لأن كل جزء من المعدن يتعرض إلى قوة شد. حسب وحدات النظام الدولي (SI) فوحدات الإجهاد هي نيوتن على متر مربع N\M2 والتي تدعى باسكال، حيث:
1 باسكال = 1 نيوتن \ متر مربع
1 بار = 100000 باسكال
افرض الآن بأن هناك قوة مماسية تؤثر على المعدن مسببة قوة قص، نسبة قوة القص إلى المساحة تدعى إجهاد القص. ولو التوى المعدن بزاوية (q) فإن إجهاد القص:
shear strain = tan q

## تعريفات
- الإجهاد الأقصى Ultimate Strength: وهو أقصى إجهاد يمكن أن تتحمله المادة.[3]
- نقطة الخضوع yield point: عند تجاوز المادة لهذه النقطة خلال المنحني فلن يكون من الممكن استعادة الشكل والحجم الاصلي. وبعد هذه النقطة يكون ازدياد الانفعال بمعدل أسرع مع أي زيادة في الإجهاد حتى الوصول للنقطة التي بعدها.[3]
- الحد النسبي: يعرف بانه الإجهاد الذي يبدأ عنده منحنى إجهاد-انفعال بالانحراف.[3]
- حد المرونة: يُعرّف حد المرونة بأنه الإجهاد المسلط على المادة بدون إحداث ضرر دائم.[3]
- نقطة الانهيار أو نقطة الكسر: وهي النقطة التي تنكسر عندها المادة وذلك بعد بلوغها أقصى انفعال ممكن وتكون قيمة الإجهاد عنده أقل بقليل من الإجهاد الأقصى.
- معامل القص: يتم تعريف معامل القص (shear modulus MS) بأنه نسبة إجهاد القص إلى انفعال القص في أي نقطة على المادة. ويعرف معامل القص أيضاً باسم معامل الالتواء (torsion modulus).

## المواد المطيلية

نموذج منحنى الإجهاد والانفعال للفولاذ. 1: Ultimate strength 2: Yield strength (yield point) 3: Rupture 4: Strain hardening region 5: Necking region A: Apparent stress (F/A0) B: Actual stress (F/A)

وتشمل المواد المطيلية، الفولاذ والعديد من سبائك المواد الأخرى، حيث تتميز بالوصول لمنطقة الخضوع (yield) في درجات الحرارة الاعتيادية. الفولاذ منخفض الكاربون يظهر عادة علاقة إجهاد-انفعال خطية صعودا إلى منطقة خضوع واضحة (شكل2). الجزء الخطي من المنحنى هو منطقة المرونة، ويمثل الميل  معامل المرونة أو معامل يونغ (معامل يونغ هو: إجهاد الكبس إلى الانفعال الطولي). بعد نقطة الخضوع يبدأ المنحني بالنزول تدريجيا بسبب البنية البلورية (العيوب البلورية) للإفلات من التماسك البلوري. مع استمرار التشوه، يزداد الإجهاد اعتمادا على ازدياد الانفعال حتى يصل إلى أقصى إجهاد للشد (UTS). حتى هذه النقطة تقل المساحة بصورة متجانسة وعشوائية بسبب انكماشات بويسون. نقطة الكسر الحقيقية تقع على نفس الخط الرأسي لنقطة الكسر النظرية.
بعد هذه المنطقة يبدأ التعنق، حيث تصبح مساحة المقطع العرضي اصغر من الاصل. ويطلق على نسبة قوة الشد إلى مساحة المقطع الحقيقية في اضيق منطقة من العنق بالإجهاد الحقيقي. اما نسبة قوة الشد إلى مساحة المقطع الاصلية فيطلق عليها الإجهاد الهندسي. فاذا رسم مخطط الإجهاد-انفعال وفق الإجهاد الحقيقي والانفعال الحقيقي فان الإجهاد سيستمر بالصعود حتى يصل إلى مرحلة الفشل. وفي النهاية تصبح منطقة التعنق غير مستقرة وتنكسر العينة.
عند تعرض العينة لزيادة تدريجية في قوة الشد فانها تصل إلى اقصى اجهاد للشد ومن ثم يظهر التعنق والاستطالة بسرعه حتى تنكسر. اما إذا تعرضت لزيادة تدريجية في الطول فمن الممكن ملاحظة تقدم التعنق والاستطالة، وقياس قوة الشد في العينة. من اجل تسجيل سلوكيات دقيقة للمواد بين منطقة اقصى اجهاد شد ومنطقة الكسر، يتم تسليط قوة شد طولية تدريجية على العينة.
بعض المواد المطيلية مثل الفولاذ قليل الكاربون أو متوسط الكاربون لا تملك نقطة خضوع واضحة. بصورة عامة هناك نوعين من منطقة الخضوع (Yield): عليا وسفلى. ويتم حساب اجهاد الخضوع لهذه المواد عن طريق رسم خط مواز لخط منطقة المرونة في المنحني ومقاطعة الاحداثي في بعض القيم العشوائية (بشكل عام من 0.1٪ إلى 0.2٪). تقاطع هذا الخط مع منحني الإجهاد-انفعال يوضح نقطة الخضوع.

## المواد الهشة

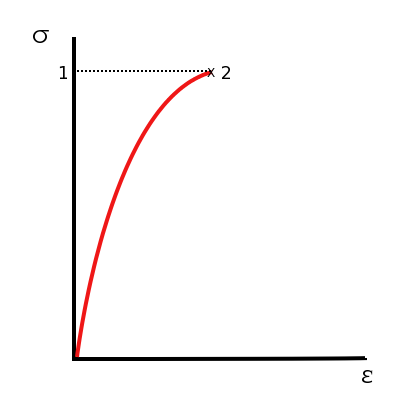

المواد الهشة وتشمل حديد الزهر، الزجاج والحجر. وتتميز بوصولها لمنطقة الكسر من دون أي تغيير ملحوظ في استطالتها.
المواد هشة مثل الخرسانة وألياف الكربون لا تملك نقطة خضوع، لذلك فان منطقة اقصى اجهاد هي نفسها منطقة اجهاد الكسر. المواد الهشه مثل الزجاج لا تظهر أي اجهاد في منطقة البلاستك بل تفشل في نطاق منطقة المرونة. أحد مميزات لفشل المادة الهشه هي انه يمكن تجميعها لاعادة تصنيع المادة بنفس الشكل حيث لن يحدث تعنق كما في المواد المطيلية. منحني الإجهاد انفعال لهذه المواد عادة سيكون خطي.